# Dicranomyia (Dicranomyia) sielediva
Dicranomyia (Dicranomyia) sielediva is een tweevleugelige uit de familie steltmuggen (Limoniidae). De soort komt voor in het Oriëntaals gebied.